# Frankfort FC
Der Frankfort Frankfort FC, häufig nach seiner Herkunft auch als Frankfort Dublin bezeichnet, ist ein im Jahr 1900 gegründeter irischer Fußballverein aus dem gleichnamigen Gebiet im Süden Dublins. Seine Heimspielstätte war zeitweise der Richmond Park.

## Geschichte
Der Frankfort FC war Gründungsmitglied der in der Saison 1921/22 erstmals ausgetragenen League of Ireland, wurde aber nach dieser Spielzeit – die er auf dem sechsten Rang (von insgesamt acht Mannschaften) abgeschlossen hatte – nicht mehr für die kommende Saison 1922/23 als Teilnehmer wiedergewählt. 
Seither spielt der Verein in Dubliner Amateurligen und unterhält seit einiger Zeit auch eine Frauenfußballabteilung.

## Der berühmteste Spieler
Vor seiner weltumspannenden Karriere als Spieler bei Manchester United und Trainer des FC Barcelona spielte Patrick O’Connell beim Frankfort FC.